# Teatro di Lubecca
Il teatro di Lubecca (precedentemente: Bühnen der Hansestadt Lübeck o brevemente Stadttheater) è uno dei più grandi teatri nello stato tedesco di Schleswig-Holstein. È gestito da Theater Lübeck GmbH, una società statale della Lega anseatica di Lubecca.
L'interesse del pubblico per le opere teatrali e l'opera sorse a Lubecca nei primi giorni dell'illuminismo e la prima produzione lirica in città ebbe luogo il 2 giugno 1746 nella casa del mastro artigiano Schröder Ecke sulla Königstraße. Il predecessore dell'attuale edificio risale al 1752. Il passaggio della compagnia alla città nel XIX secolo è descritto da Thomas Mann nel suo romanzo I Buddenbrook.
Tra i direttori di spicco che hanno iniziato la loro carriera a Lubecca ci sono Hermann Abendroth, Wilhelm Furtwängler e Christoph von Dohnányi.

## Struttura
Il teatro fu costruito nel 1908 in stile Art Nouveau, sul sito di un teatro del XVIII secolo sul viale Beckergrube nella città vecchia di Lubecca. Fu progettato da Martin Dülfer e la costruzione fu finanziata dall'imprenditore e filantropo locale Emil Possehl. I bassorilievi sulla facciata in arenaria sono opera dello scultore Georg Roemer. Il bassorilievo al centro raffigura Apollo e le nove muse, con Commedia e Tragedia rappresentate su entrambi i lati. I supporti dell'estremità del timpano raffiguranti cariatidi e Atlante sono opera del decoratore di Amburgo Karl Weinberger. La facciata e l'intero edificio sono stati completamente restaurati negli anni '90.

## Il teatro oggi
Le offerte teatrali coprono tutti i tipi di attività culturali, tra cui opera, balletto, musica da camera e commedie, nonché concerti dell'Orchestra filarmonica di Lubecca.
La gestione teatrale ha compreso Karl Vibach (1968-1978), Hans Thoenies (1978–1991), Dietrich von Oertzen (1991–2000) e Marc Adam (2000–2007). Dal 2007 il teatro è gestito da un comitato.
Il 50% del ricavato della Theater Lübeck GmbH viene devoluto alla città di Lubecca. Il 12,5% è destinato ai governi regionali dei distretti circostanti del Circondario del ducato di Lauenburg e del Circondario del Meclemburgo Nordoccidentale, la camera di commercio ("Kaufmannschaft") e la Gesellschaft der Theaterfreunde Lübeck e.V. (Società amici del teatro di Lubecca).

## Galleria d'immagini

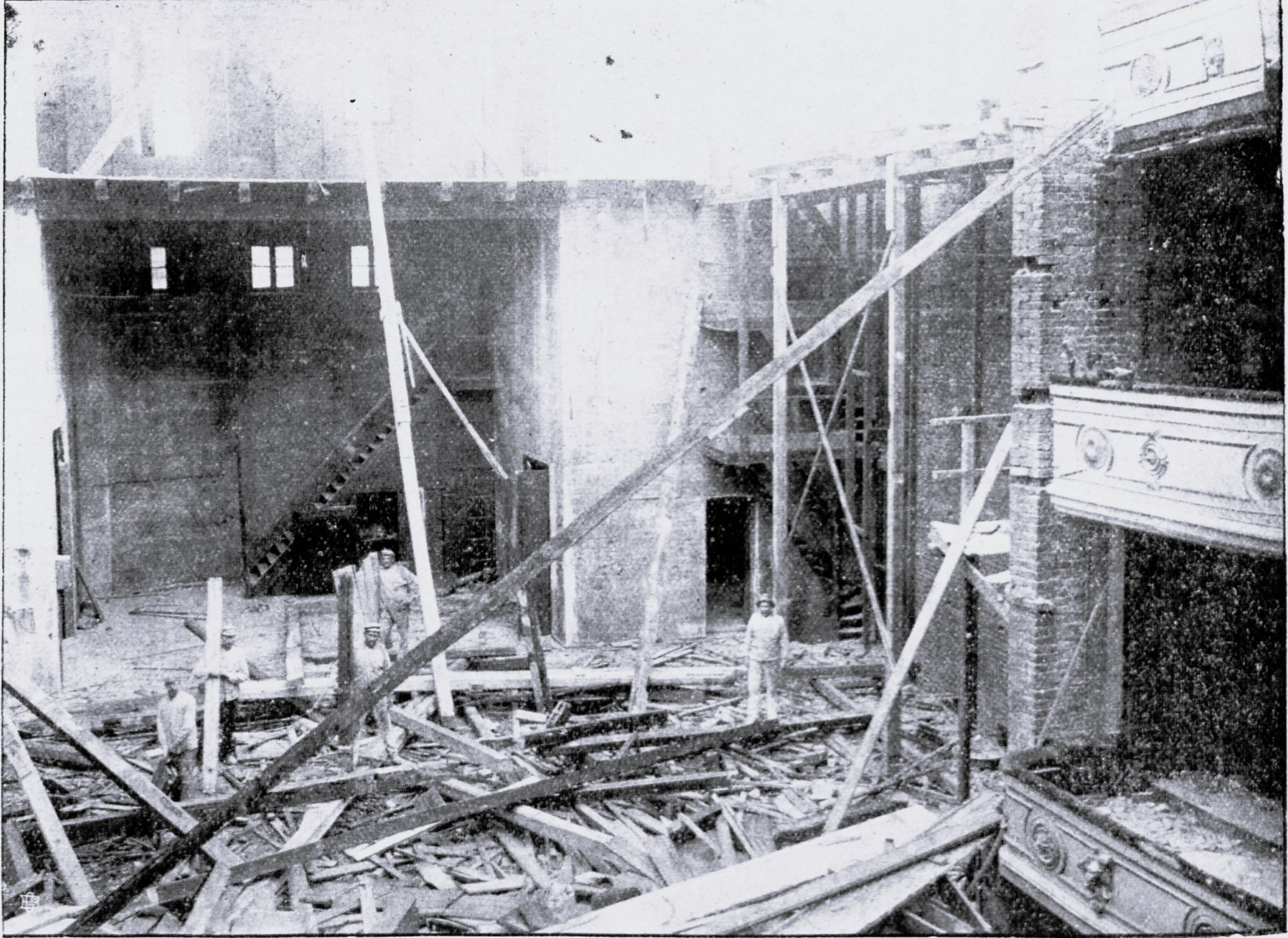
Vecchio teatro distrutto
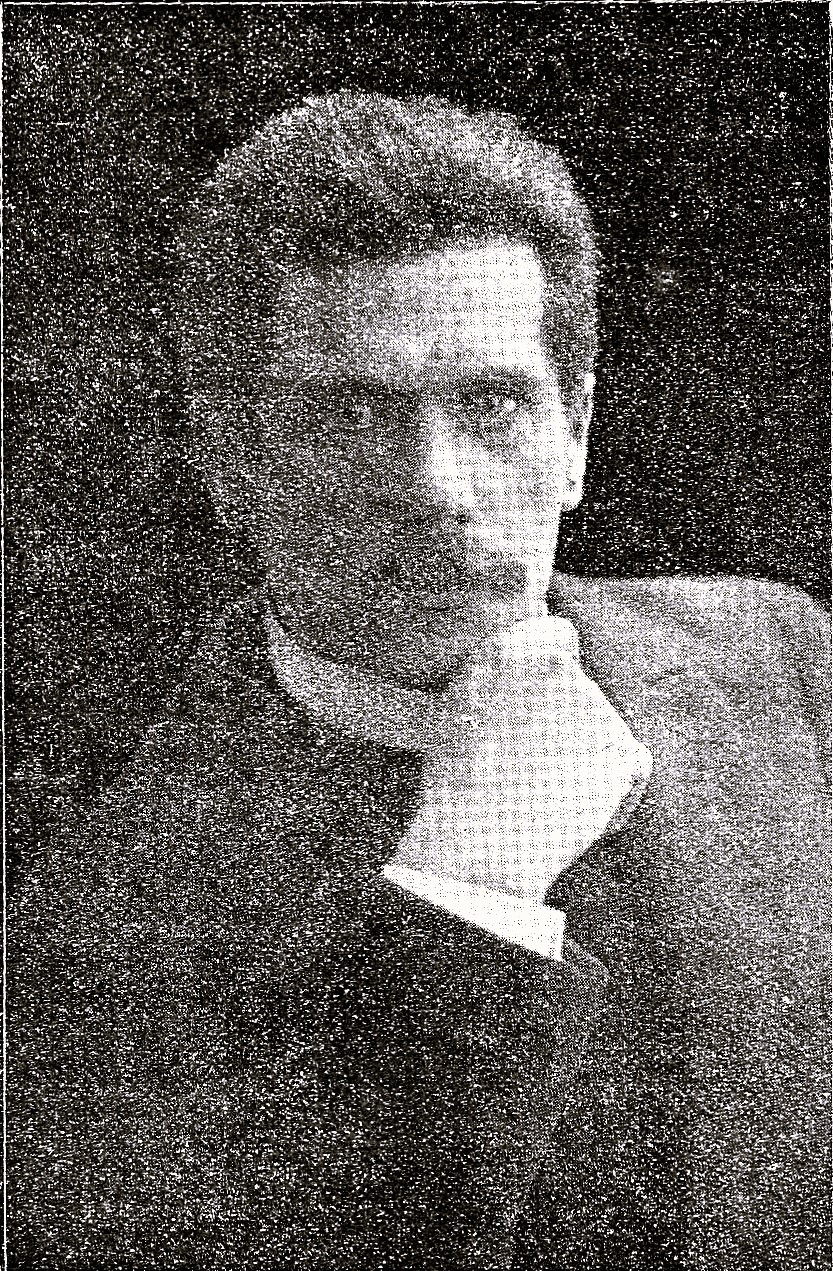
Martin Dülfer di Dresda (costruttore)
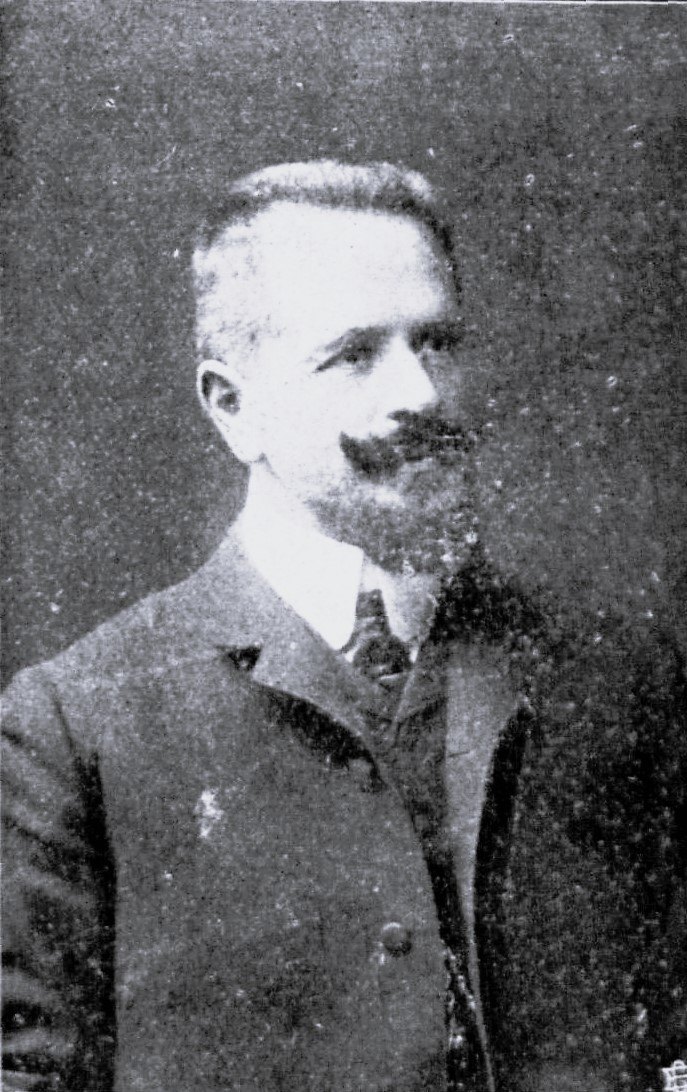
L'architetto Max Baudrexel (responsabile del sito)
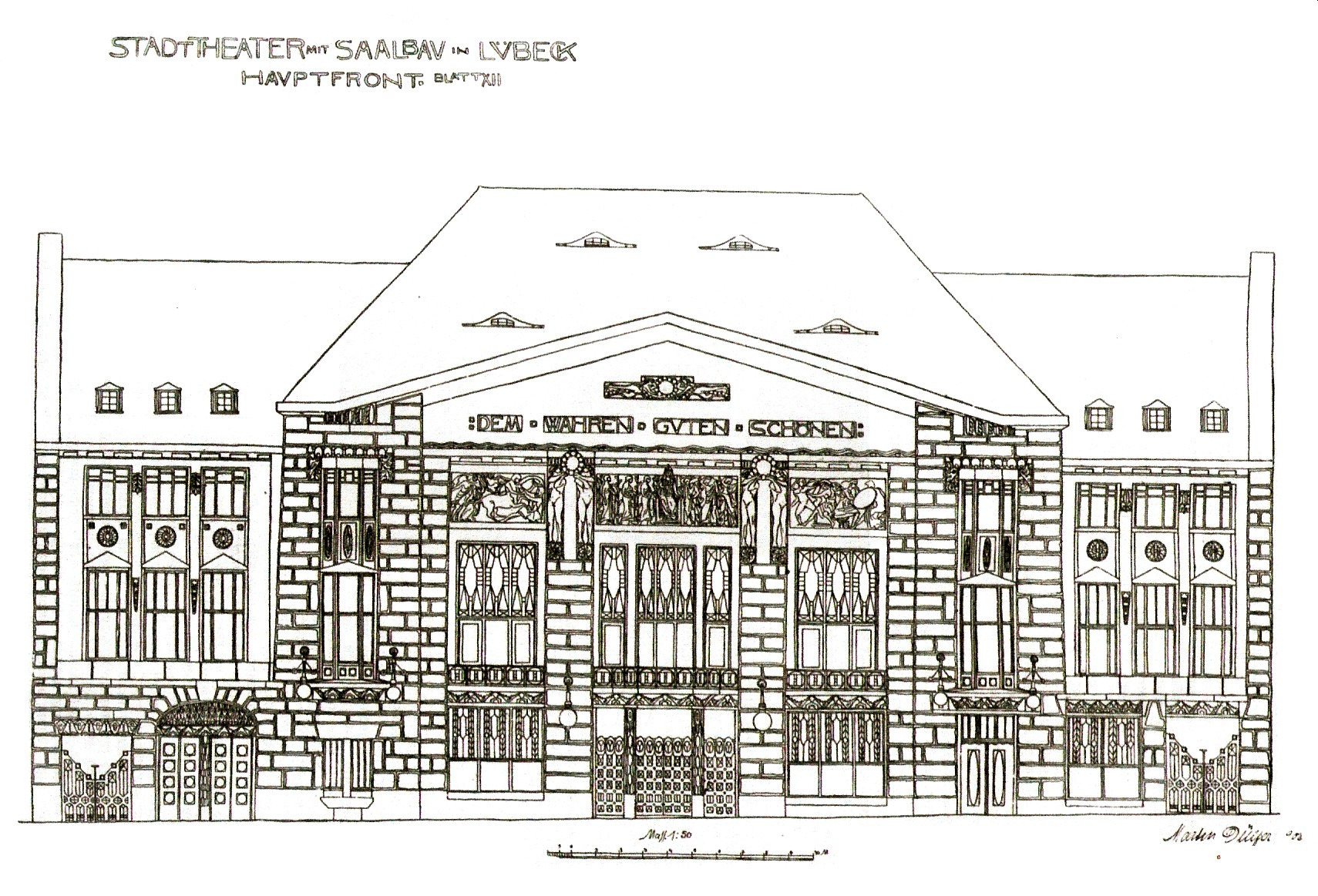
Il municipio con teatro
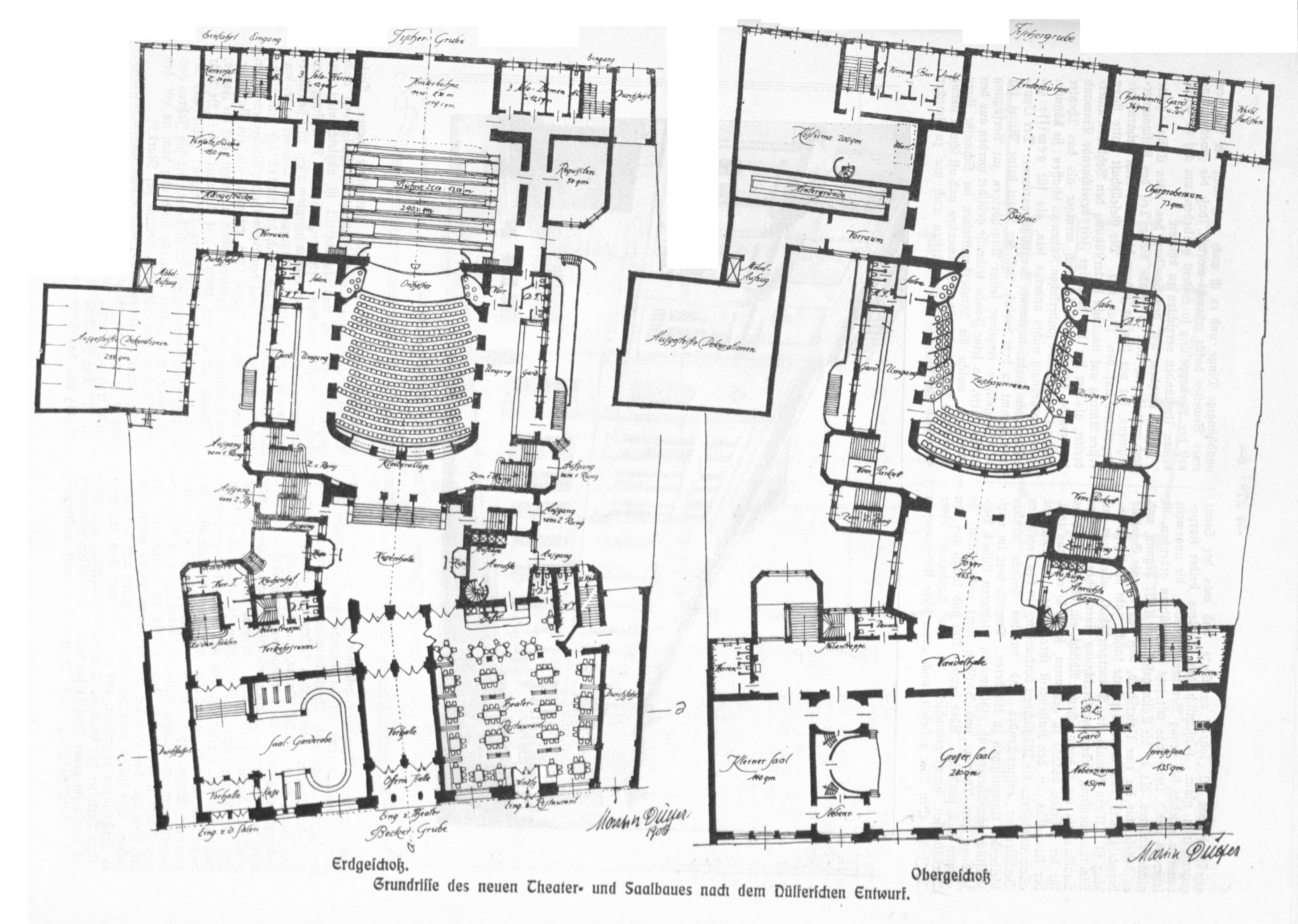
Planimetrie